# ゼップ・ブラッター
ヨーゼフ・“ゼップ”・ブラッター（Joseph "Sepp" Blatter, 1936年3月10日 - ）は、1998年から2015年まで国際サッカー連盟 (FIFA) の第8代会長を務めたスイスのサッカー経営者。2015年FIFA汚職事件への関与から、FIFA活動への参加を6年間禁じられている。

## 人物

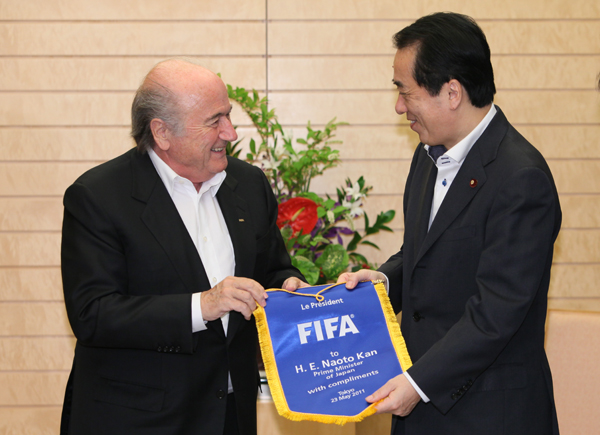
菅直人首相（右）と

ブラッターはスイスのヴァレー州フィスプ郡で生まれ、ヨーゼフ (Josef) という名を与えられた。ブラッターはサンモリッツで勉学に勤しみ、1959年にローザンヌ大学で経営学および経済学の学位を取得した。ブラッターは、地元行政区 (カントン)の観光委員会の広報局長やスイスのアイスホッケー連盟の書記長などを含む様々な経歴を長く務めた。
ブラッターはロンジン社のSports Timing and Relationsの理事であり、1972年および1976年のオリンピック大会の組織運営に関与していた。
経営、広報、スポーツ行政の経歴からブラッターは1981年にFIFAの事務総長になり、1998年の第51回FIFA総会にてこの組織を1974年より率いていたジョアン・アヴェランジェの後継者として会長に選出された。 ブラッターは2002年、2007年、2011年、2015年と4度にわたって再選を果たした。前任者のアヴェランジェと同様、ブラッターは様々なFIFAトーナメントの参加チームの拡大を通じて、世界のサッカーにおけるアフリカおよびアジア諸国の影響力を高めようとした。
ブラッターには、汚職および財政的失態の非難がついて回っていた。ブラッターの施策はFIFAワールドカップにより生じた収益の大幅拡大を監督したものの、それはマーケティング会社インターナショナル・スポーツ・アンド・レジャーの経営破綻やFIFA大会開催決定の入札プロセスにおける汚職に関する多数の告訴を伴うものとなった。
2015年6月2日、アメリカ政府が贈収賄およびマネーロンダリングを理由にFIFA役員数名（現職と旧役員）とスポーツマーケティング会社を起訴した6日後、ブラッターはFIFAの新会長を選出するための選挙を呼びかけ、自分はこの選挙に立候補しないと発表したが、後継者選出のためのFIFA特別総会が開かれるまでは自身の会長職に留まるとも発言した。2015年9月25日、ブラッターに対して「刑事上の不正管理（中略）および不正流用」に関する刑事訴訟がスイス司法長官事務所より発表された。
2015年10月、ブラッター他数名のFIFA幹部がこの調査期間中に停職を下され、独立したFIFA倫理委員会が12月にブラッターを解任、ブラッターに今後8年間のFIFA活動への参加を禁止した。2016年2月24日、FIFAの不服申立委員会は停職を支持したが、活動禁止期間を8年から6年に短縮した。2月下旬に臨時のFIFA総会が開催されるまではイッサ・ハヤトウがFIFAの会長代理を務め、FIFAの第9代会長にはジャンニ・インファンティーノが選出された。

## FIFA

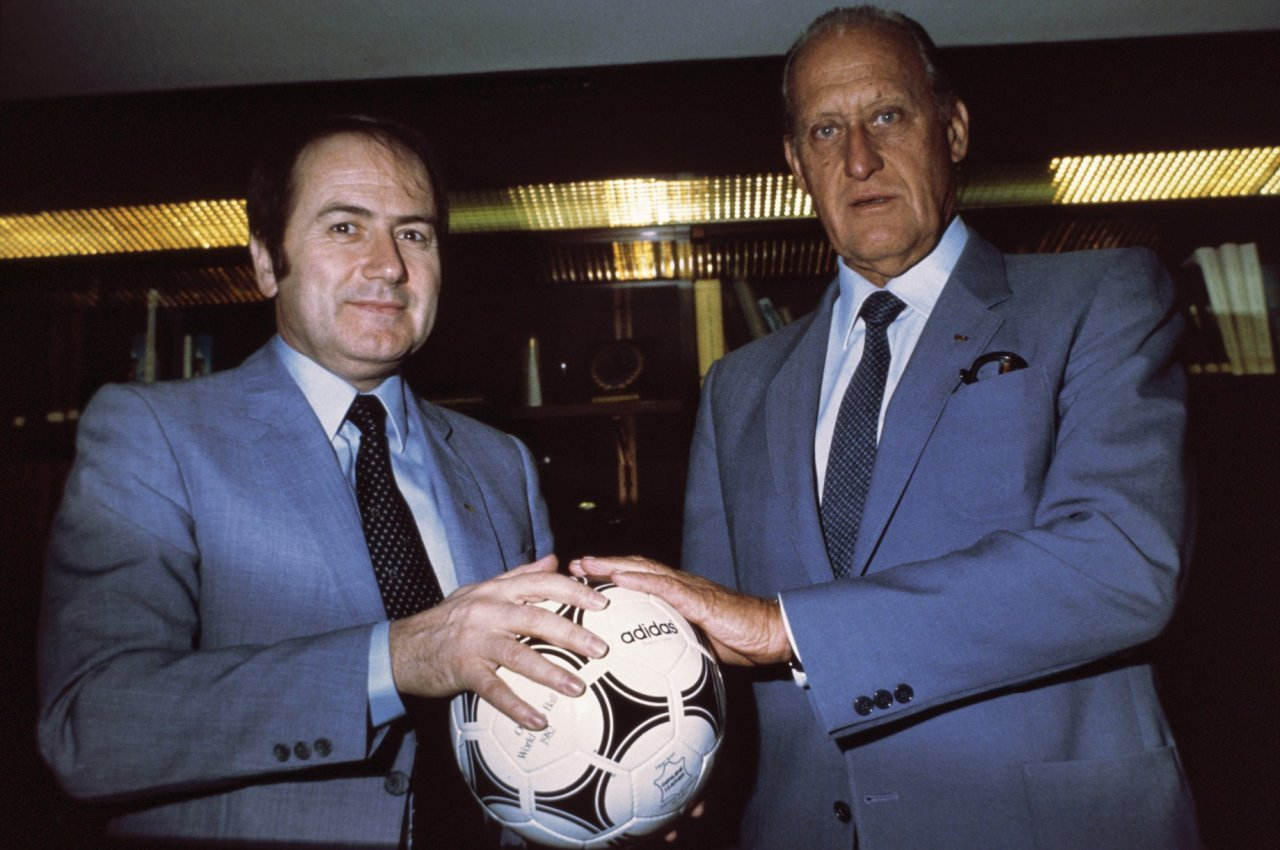
ブラッター（左）と当時のFIFA会長ジョアン・アヴェランジェ。1982年4月。

1975年より、FIFAでブラッターは最初はテクニカルディレクター (1975-1981) として働き、その次に事務総長 (1981-1998) を務めて、1998年にFIFA会長に選出された。2002年にブラッターはFIFA会長に再選され、さらに4年経った2007年5月31日には、ブラッターを指名したのがFIFA会員207人のうち僅か66人だったにもかかわらず、反対されることなく再選を果たした。
ブラッターとFIFAには、汚職の物議と疑惑がしばしば付きまとった。ブラッターの任期には、財政的な不正管理の疑惑と2022 FIFAワールドカップ入札のカタール開催に至った賄賂授受をめぐる論争が見られた。
ブラッターは物議を醸す声明が原因で、メディア、サッカー界の著名人や選手達からの批判を浴びている。これには、ジョン・テリーが不倫関係をしていたことに対してラテンアメリカ諸国が称賛しているという主張や、フィールド上の人種差別は握手でうやむやにできるなどの主張が含まれている。ブラッターはまた、2014 FIFAワールドカップのシード組み合わせ会で、その前日に死去した元南アフリカの大統領ネルソン・マンデラへの「1分間の黙祷」を11秒で中断したことで批判を呼んだ。オランダサッカー協会のミシェル・ファン・プラーグ会長は、ブラッターの行動を「言語道断」と断じて、2015年にブラッターが再選されないことを望むと表明した。
ブラッターは、ソウルでの2006FIFAワールドカップや同年フランクフルトでのFIFAコンフェデレーションズカップで公然と野次られており、2011年には彼の故郷ウィスプや、2012年ロンドンオリンピック女子サッカーのメダル授与式、2013年のコンフェデレーションズカップ試合の開会でもブーイングを飛ばされた。抗議を避けるため、2014 FIFAワールドカップではスピーチが行われなかった。

### 1998年の選挙
UEFA会長レナート・ヨハンソンを上回ったゼップ・ブラッターの1998年FIFA会長選挙は、多くの物議がある中で実施された。
勝敗を決めたのは、アフリカにおけるワールドカップ開催の見返りのアフリカ票だった。FIFA会長選挙ではあらゆる国が平等に一票を持つシステムであるため、ブラッターは弱小国の関係者に資金をばらまき、自らの陣営に取り込む戦術を採ったとされている。
2002年のブラッターの立候補は財政的不正行為と裏取引の噂で持ちきりとなり、イギリスの報道が出した第三者による贈収賄の直接告発（アフリカサッカー連盟副会長にしてソマリアサッカー連盟会長のファラ・アドが語ったところでは、1998年にブラッターに投票する見返りに100,000ドルが提供された。）で最高潮に達した。 

### 2006 FIFAワールドカップ
2006FIFAワールドカップでは、ポルトガル対オランダの決勝トーナメント試合で主審のワレンチン・イワノフがイエローカード16枚とレッドカード4枚提示という物議の記録が見られ、ブラッターがこの件についてイワノフは審判としての采配が下手なことについて自分にイエローカードを出すべきだと発言すると、ブラッターは主審の審判行為を非難したと言われた。後に、ブラッターは自分の言葉を後悔していると主張し、イワノフに公式に謝罪することを約束した。
しかし、この謝罪は決して行われることなく、この主審は以降の試合審判から外された。

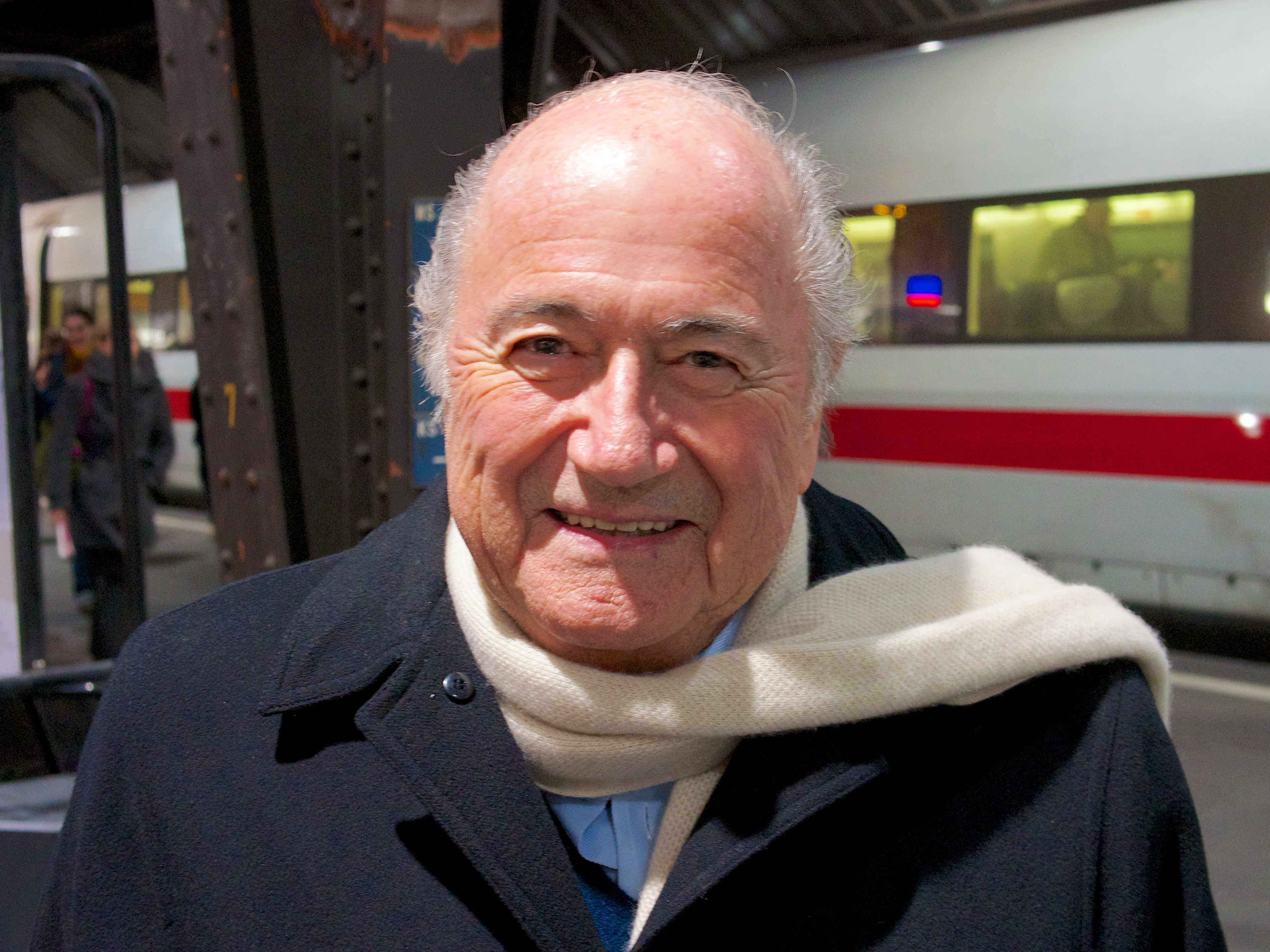
チューリヒ駅でのブラッター。2013年11月

### クラブチームでの海外選手「上限」表明
ブラッターは、サッカークラブが一度に出場可能な外国人選手の数に関する欧州連合の雇用法を変えようとして2007年と2008年に批判された。 ブラッターの計画は外国人選手の上限枠を5人と設定し、チームと同一国籍の選手が6人というものだった。これは自国リーグでプレーする国内選手をより多く持つことになり、ひいては各国の代表チームの強化につながると、ブラッターは信じていた。
ブラッターはサッカーの主要な問題の1つとしてイングランドプレミアリーグにしばしば言及し、それをトップチームにおける外国人選手、外国人コーチ、外国人オーナーの影響例として挙げた。

### ワールドカップの開催地選考

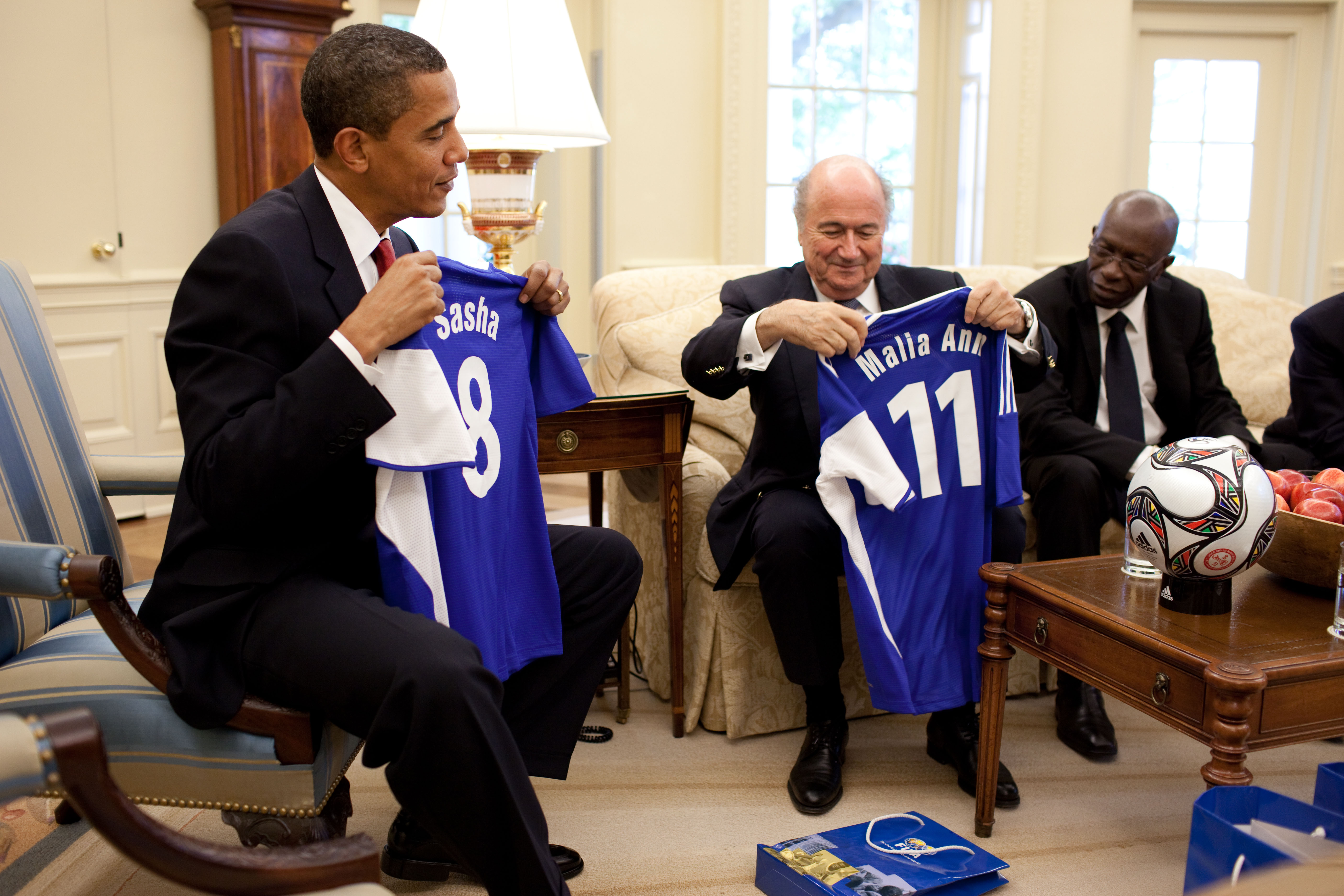
左からバラク・オバマ、ブラッター、ジャック・ワーナー。2018/2022 FIFAワールドカップ開催地決定投票で2022年大会をカタール開催にしたFIFAは「間違った決定」を下した、とアメリカのオバマ大統領は発言した。

ヨーロッパが確実に2018 FIFAワールドカップ開催地になるよう、ブラッターは「UEFAのミシェル・プラティニ会長（当時）との非公式な契約を交わした」と報じられ、もしも欧州以外の入札が2018年から辞退しなかったら「非欧州の国々はFIFA最高権力者の後ろ盾を一切得られずに頓挫してしまい、次回大会 (2022) の真面目な候補者に挙げられる可能性も無くなるだろう」と報道された。
2009年3月、13か国に及ぶ11件の候補入札が提出されメキシコとインドネシアは辞退した。残りの入札9件ののうち5件（韓国、カタール、日本、オーストラリア、アメリカ）は2022 FIFAワールドカップのみで、他は全て2018と2022の両方で入札していた。
しかし、2018ワールドカップへの入札が全てヨーロッパ諸国からであるのは、直前2回の決勝トーナメントを開催した大陸連盟所属の国々には開催する資格がないとFIFA規則が言明していたためで、イングランド、ロシア、オランダ＆ベルギー共同、スペイン＆ポルトガル共同の候補は、2018年大会だけを余儀なくされた。

### 技術的補助
2010年6月27日のイングランド対ドイツ戦で物議となったフランク・ランパードによる幻のゴールが起きた後、機運が深まったゴールライン・テクノロジーまたはビデオ再生（現在のビデオ・アシスタント・レフェリー）の導入を許可しないブラッターの拒否態度に批判が高まった。
2日後、ブラッターはイングランド対ドイツ戦およびメキシコ対アルゼンチン戦における「明白な誤審」を咎め、イングランドサッカー協会とメキシコサッカー連盟（誤審に直接関係する2つの組織）に謝罪すると述べた。実際には、ランパードがドイツに対して得点しメキシコ戦でのテベスのゴールがオフサイド・ポジションから得点されたことを認めた。
「このワールドカップでの経験を経て、ゴールライン・テクノロジーを再検討しないわけにはいかないのは明白です。（中略）高レベルの審判員に改善する方法に関する新しいモデルを11月に発表します。（中略）私たちが取り組んでいる事をこれ以上は開示できませんが、何かを変えていく必要があります」とブラッターは付け加えた。

### 2011年FIFA会長選挙

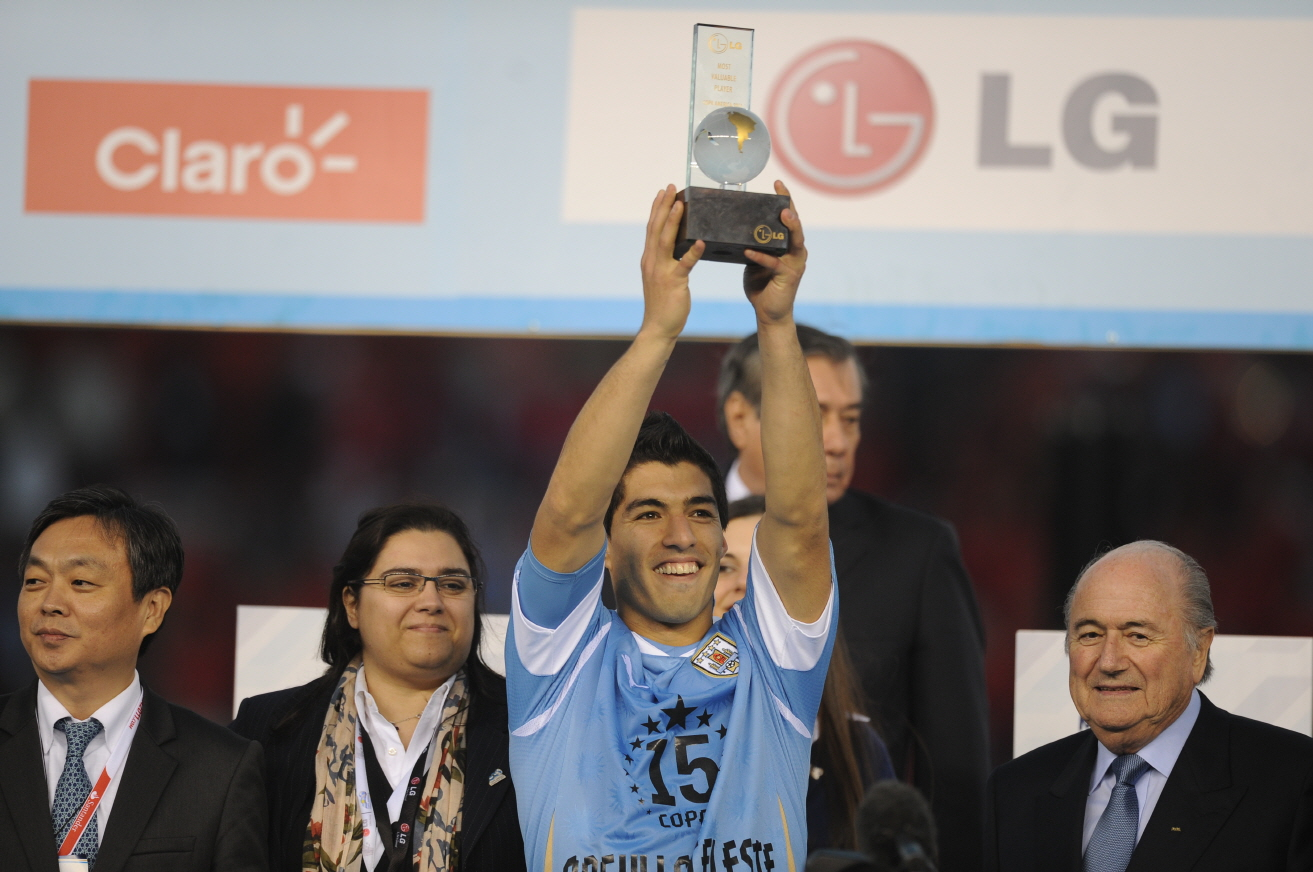
ブラッター（右）と 選手のルイス・スアレス (1987年生のサッカー選手)。2011年のコパ・アメリカ杯にて

2011年に、FIFA会長の選挙予定が組まれると、ブラッターは同選挙において4期連続を目指す現職候補となった。2011年3月29日にChangeFIFAという組織が、元チリのディフェンダーで3年連続の南米サッカー年間最優秀選手であるエリアス・フィゲロアが会長候補として擁立し、各国連盟にフィゲロアを指名するよう要請した。しかし、その後フィゲロアが「こんな短期間のうちに」「これほど突出した大きな仕事や重要性に値する」事案を自分は扱えないと語り、候補指名を受けないことに決めた。 
チューリッヒでの第61回FIFA総会で投票が実施された。唯一の対抗候補者だったカタールのモハメド・ビン・ハマムが、投票直前の5月28日に会長選挙から辞退した。
ビン・ハマムも1998年と2002年の会長選挙運動でブラッターを支持していたが、FIFA実行委員会 (現:FIFA評議会)内部の問題について自分とブラッターが仲違いしたことを認めた。ビン・ハマムとCONCACAFのジャック・ワーナーに対して贈収賄容疑を調査したFIFA倫理委員会は、証拠がないため、ブラッターが贈収賄に関して知りつつ何もしなかったという容疑の調査が（ブラッターに）及ぶことはないと発表した。
国際オリンピック委員会 (IOC) がアフリカサッカー連盟会長のイッサ・ハヤトウに対する汚職疑惑を調査すると発表した後、FIFAは「主婦のように」財政を管理しているとブラッターは主張し、IOCを批判した。
他の候補者がおらず、来たる会長選挙でブラッターは反対されることもなく、203票中186票獲得で第4期に再選を果たした。選挙運動中、もしも2011年に再選されるのなら、ブラッターは次から会長に立候補しないと明言した。他の対抗候補者全員が取り止めたり辞退した事実があるにもかかわらず、2011年の選挙を延期せずにFIFA会長としての自分の任期を2015年まで延長させたことで、ブラッターは批判を受けた。

### 財政不正管理の告発
部署内部では、ブラッターの代行をするFIFA事務局長で以前は腹心の部下だったマイケル・ゼン＝ラフィネンは、組織内における財務不正管理の陳述を概説する30ページに及ぶ調査書を作成した。この調査書には、FIFAのマーケティングを担当するインターナショナル・スポーツ・アンド・レジャー (ISL) の経営破綻によりブラッターの管理下で最大1億ドルの損失が発生したと述べられていた。
この陳述はレナート・ヨハンソンによって裏付けられ、調査書がスイス当局の手に渡ると、局員らがブラッターのあらゆる不正行為を白日の下に晒し、FIFAは全費用を支払わなければならなくなった。会員が機密保持契約を破ったとの理由で、FIFAの内部調査はブラッターによって中止された。この疑惑めいた行動でブラッターは、2002 FIFAワールドカップ（日韓共催大会）の直前にゼン＝ラフィネンを更迭している。
2012年4月、ワールドカップのテレビ利権の有利な契約に関連してISSM（スポーツ医科学研究機関）やISLが無名のFIFA役員に支払った「かなりの合計金額」の件やその後2001年のISLの経営破綻に関して、ブラッターが認識していなかったと「想定するのは難しい」とする報告書を欧州評議会が公表した。欧州評議会の報告書はストラスブールにある欧州評議会の47加盟国からの評議員300人以上により検討される予定である。

### 2018W杯と2022W杯の開催地授与
ロシアが2018年大会開催を授与された時、イングランドは「約束された」票のうち2つしか獲得できず、イギリスの報道機関では物議が起こった。この物議はイングランドが自分自身を「見苦しい敗者」であると示した形となり、ブラッターによって却下された。2022年大会のカタール開催の授与も物議の余地があった。同国における同性愛の違法扱いが、ブラッターの「ゲイのファンは性行為を控えるべきだ」という冗談につながり、これが引退したバスケットボール選手のジョン・アマエチとLGBT権利団体からの批判をもたらした。

### 2013 FIFA倫理委員会の調査
2013年4月29日、FIFA倫理委員会は2001年に経営破綻した元マーケティングパートナー組織インターナショナル・スポーツ・アンド・レジャー (ISL) からのFIFA役員への違法な支払いの告発に関する調査を完了し、その報告書を公表した。
FIFA会長ゼップ・ブラッターは不正行為（の関与疑惑）が晴れたものの、前任者のブラジル人ジョアン・アヴェランジェはスキャンダルでFIFAの名誉会長を辞任した。これはアヴェランジェと共に元FIFA実行委員会のメンバーであるリカルド・テラ・テイシェイラとニコラス・レオスが、1992年から2000年5月にかけて違法な支払いを授受したことが判明したためである。
ブラッターは声明の中で、この報告書は「ブラッター会長の行動がいかなる倫理規則に照らしても不正行為として分類しえないないことを裏付けている」ことに「十分満足している」とした。 ブラッターは、「（自分が）提案したガバナンス改革方針のおかげで、現在のFIFAがこうした問題を再び起こさせないようにするメカニズムおよび手法を備えていることは間違いない」と付け加えたが、一方で、このスキャンダルが「（FIFAの）評判に計り知れない損害を与えた」ことを認めた。

### サッカー発祥の物議
2014年6月、中国の博物館に「中国はサッカー発祥の地」とする認定証をおくっていたことが物議になった。

### 2015 FIFA会長選挙、論争と辞任

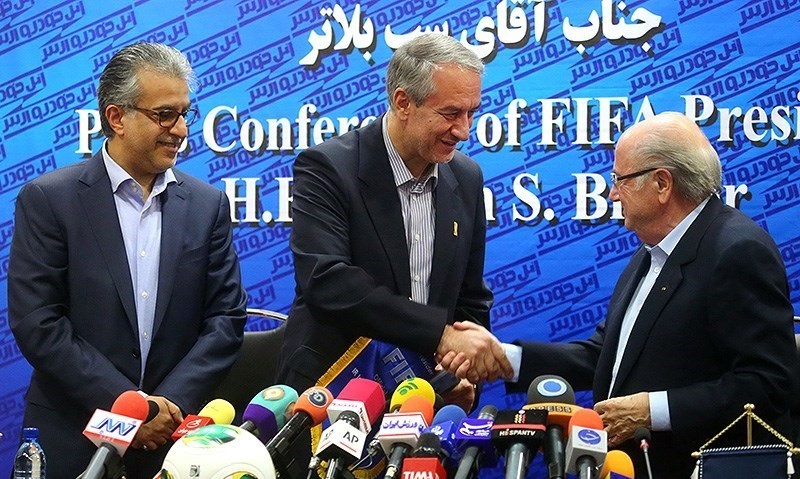
アジアサッカー連盟のサルマン・ビン・イブラヒム・アル=ハリファ会長およびイラン・イスラム共和国サッカー連盟のアリ・カファシアン会長との記者会見にいるブラッター。

2015年にFIFA会長の選挙が予定されると、ここでブラッターが再び現職候補となり、5期連続を目指した。選挙ではアリ・ビン・フセイン王子がブラッターの対抗馬だった。
2015年5月29日、チューリッヒでの第65回FIFA総会で投票が行われた。どちらの候補も1回目では必要な3分の2以上の票を獲得できず、ブラッター133票でアリ王子73票だった。FIFA規則によると、候補者2人による2回目が行われるべきで勝利条件は単に過半数票で十分だった。だが、2回目の投票が始まる前にアリ王子が辞退を発表し、未投票でブラッターが勝利を手にした。
2015年6月2日、突然FIFAはチューリッヒ本部にて記者会見を行い、そこでブラッターは進行中の汚職スキャンダルの渦中のため、FIFA会長の地位を降りると発表した。
記者会見でブラッターは、「自分の職務を全員が支持しているようには思えない」と語り、後継者を選出するために臨時総会を「できるだけ早く」予定すると発表した。ブラッターは、臨時総会（2015年12月から2016年3月までに開催される可能性が高い）で後継者が選出されるまで、自分は会長職に留まると発表した。ブラッターは「FIFAの会員からは委任を受けているが、ファン、選手、クラブ、FIFAの我々と同じようにサッカーを愛する人々、を含むサッカー界全体から委任を受けたとは感じていない」と言葉を続けた。
その後の6月26日、ブラッターが「私は辞任していない、自分の任務を臨時総会に委ねた」と発言したことが（ガーディアン紙に）引用掲載された時、ブラッターはこの降板約束を反故にするつもりかもしれないとの憶測を呼んだ。これは、2015年6月2日に発せられたブラッターのコメントと矛盾があるように思われた。さらに「スポンサーを含め、FIFAや私の従業員からプレッシャーを取り除くために」降りたと発言したことも引用された。報告記事は、ブラッターが「臨時総会」で辞任すると思われると推測したが、状況は不明瞭だった。
9月25日、スイスの調査官はUEFA会長のミシェル・プラティニへの支払いに関連してブラッターを調査していると発表した。ブラッターとプラティニは支払いに関する一切の不正を否定したが、FIFAの主要スポンサーであるコカ・コーラ、ビザ・インク、マクドナルド、バドワイザー社はFIFAの利益のために自ら辞任するよう要求する声明を発表した。
2015年10月8日、ブラッターはFIFAから90日間の職務停止に処され、プラティニに対する支払いの調査が行われた。FIFAは声明の中で「これら決定の根拠は、倫理委員会の調査室により実施された調査にある」と語った。12月21日、FIFA倫理委員会はブラッターとプラティニの両名を8年間サッカーに携わる事から禁止とした。2016年2月に、FIFA不服申立委員会は停職を支持したが、活動禁止期間が8年から6年に短縮となった。

## 性的暴行の告発
2017年11月、アメリカ女子サッカーのゴールキーパーを務めるホープ・ソロが2013年のFIFAバロンドール授与式にてブラッターを性的暴行で告発した。ポルトガルの新聞Expressoとのインタビューで、ソロは（自分とブラッターの）二人が一緒にアビー・ワンバックに賞を贈る直前「セップ・ブラッターが私のお尻をつかんだ」と語った。ソロが言うには、「自分はショックで完全に狼狽えてしまった。チームメイトに彼女のキャリア最大の賞を贈り、その瞬間に彼女とお祝いするため、私はすぐに自分自身を正気に戻す必要があったので、私は完全にアビーに焦点を移しました」とのことである。ブラッターの広報担当Thomas Renggliは、「この訴えは馬鹿げている」と語った。

## 名誉
ブラッターは複数の国、スポーツ運営組織、Special Interest Group、大学、都市から数多くの賞、メダル、名誉学位、市民権を授与されている。例えば日本も、2009年に民主党政権が旭日大綬章の叙勲をブラッターに与えている。
デ・モントフォート大学が出したブラッターの名誉学位は、以前は彼の倫理的行為が認められていたためのもので、同機関によって2015年10月に取り消された。

## 私生活
ブラッターの最初の妻はリリアン・ビナーだった。この夫婦は娘コリーヌをもうけて、その後すぐに離婚した。1981年、ブラッターはFIFAの事務総長として自分の前任者であったヘルムート・ケザーの娘バーバラ・ケザーと結婚。彼らの結婚はバーバラが手術後の合併症で亡くなるまで10年間続いた。1995年、ブラッターは娘のコリーヌの友人イローナ・ボグスカと交際を始め、2002年に別れたと報道された。
2002年12月23日にブラッターは3回目の結婚をして、その相手は娘の友人グラジエラ・ビアンカだった。彼らは2004年に離婚した。2014年以降、彼はリンダ・バーラスと同棲関係にある。
ブラッターはカトリック教徒として育てられた。